# Pont de la Corta
Pour les articles homonymes, voir Corta.
Le pont de la Corta (en castillan Puente de la Corta) est un pont de Séville (Andalousie, Espagne).

## Situation
En partant du nord de la ville, il est le deuxième pont (et le premier pont routier) à enjamber le Guadalquivir qui longe Séville par l'ouest. Il constitue le trait d'union entre, d'un côté, le nord de la ville de Séville et, de l'autre, la région d'El Aljarafe et la route circulaire SE-30. Il reçoit le trafic en direction du nord-ouest de l'Espagne, et notamment de l'Estrémadure.
En direction de Séville, il est prolongé par le viaduc de la Cartuja puis par le pont de l'Alamillo. D'ailleurs, lors de la préparation de l'exposition universelle de 1992, le projet initial du pont de l'Alamillo prévoyait le remplacement du Pont de la Corta par un pont identique au premier, en miroir. Il n'a jamais dépassé le stade de maquette.